# IEEE 802.11

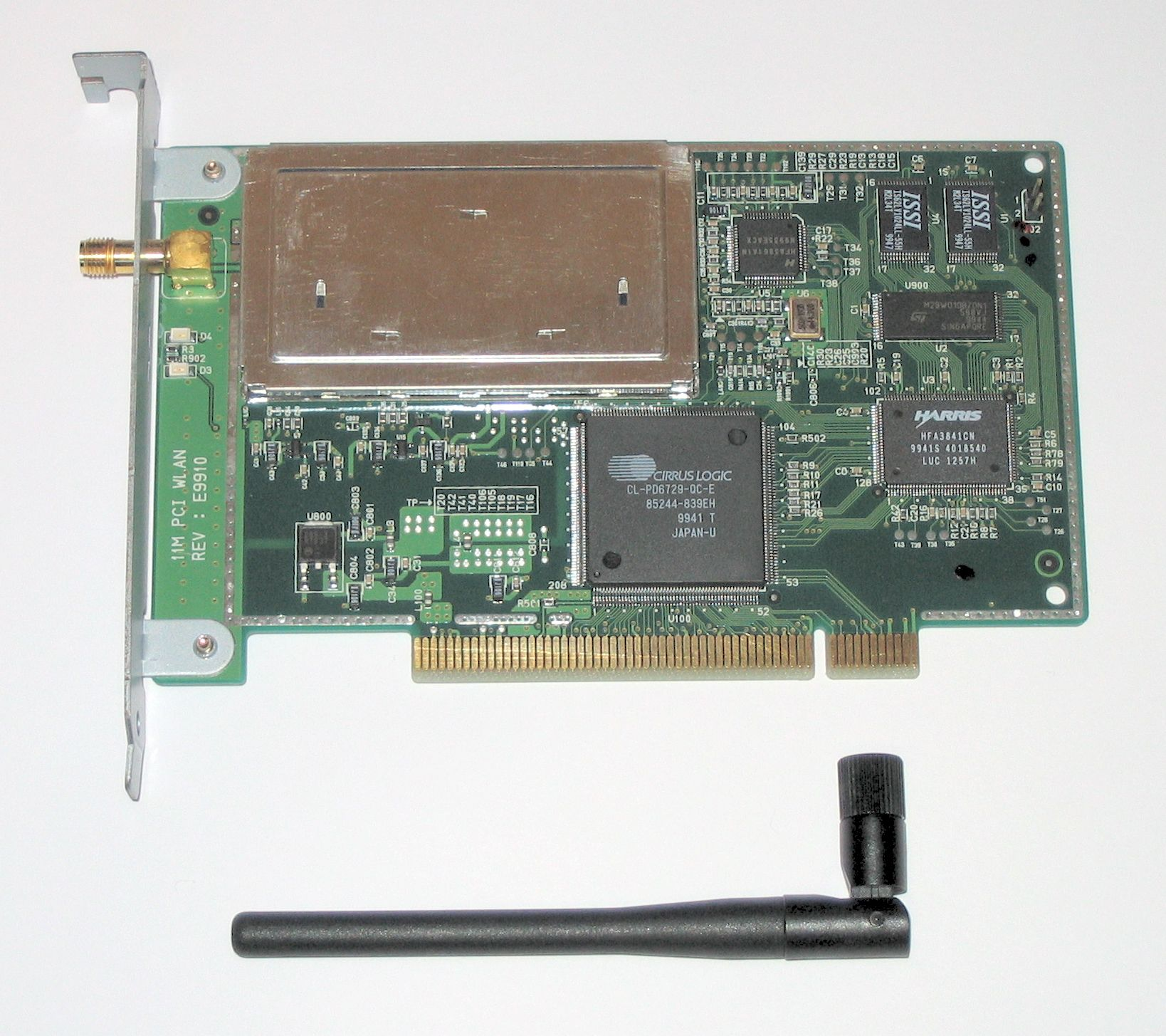
Сетевая карта Compaq WL200, отвечающая стандарту 802.11b

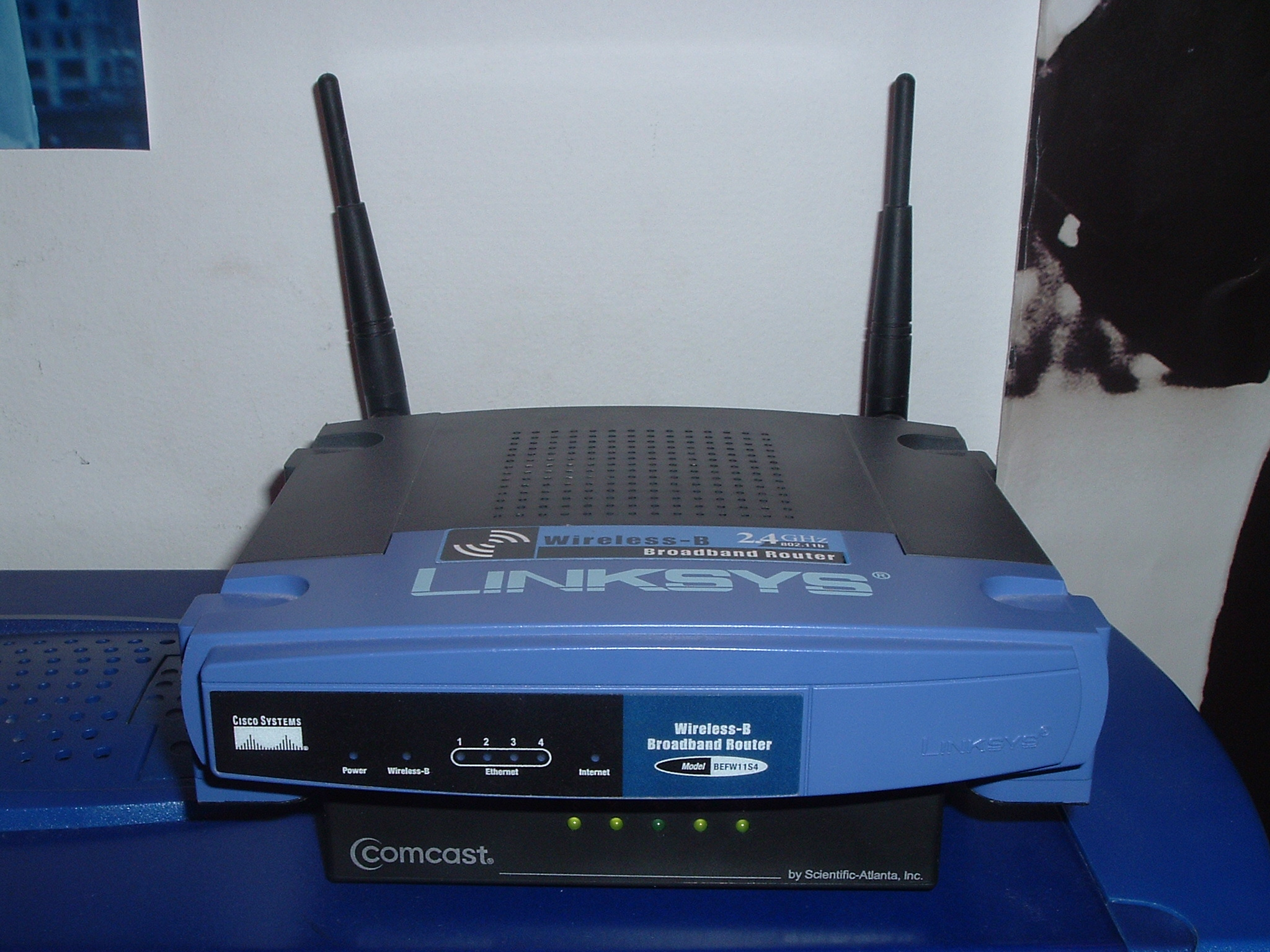
Шлюз (маршрутизатор) с точкой доступа 802.11b и с интегрированным 4-портовым коммутатором локальной сети

IEEE 802.11 — набор стандартов беспроводной связи с использованием радиоволн (частотные диапазоны 0,9; 2,4; 3,6; 5; 6 и 60 ГГц) и видимого света (так называемый Li-Fi), предназначенный для создания компьютерных сетей.
Пользователям он более известен по названию Wi-Fi, фактически являющемуся брендом, предложенным и продвигаемым организацией Wi-Fi Alliance. Получил широкое распространение благодаря развитию мобильных электронно-вычислительных устройств: КПК и ноутбуков.

## История
Изначально стандарт IEEE 802.11 предполагал возможность передачи данных по радиоканалу на скорости не более 1 Мбит/с и, опционально, на скорости 2 Мбит/с. Один из первых высокоскоростных стандартов беспроводных сетей — IEEE 802.11a — определяет скорость передачи уже до 54 Мбит/с. Рабочий диапазон стандарта — 5 ГГц.
Вопреки своему названию, принятый в 1999 году стандарт IEEE 802.11b не является продолжением стандарта 802.11a, поскольку в них используются различные технологии: DSSS (точнее, его улучшенная версия HR-DSSS) в 802.11b против OFDM в 802.11a. Стандарт предусматривает использование нелицензируемого диапазона частот 2,4 ГГц. Скорость передачи — до 11 Мбит/с.
Продукты стандарта IEEE 802.11b, поставляемые разными изготовителями, тестируются на совместимость и сертифицируются организацией Wireless Ethernet Compatibility Alliance (WECA), которая в настоящее время больше известна под названием Wi-Fi Alliance. Совместимые беспроводные продукты, прошедшие испытания по программе «Альянса Wi-Fi», могут быть маркированы знаком Wi-Fi.
Долгое время IEEE 802.11b был распространённым стандартом, на базе которого было построено большинство беспроводных локальных сетей. Потом его место занял стандарт IEEE 802.11g, постепенно вытесняемый высокоскоростным IEEE 802.11n. На данный момент в развитых странах большинство сетей поддерживает IEEE 802.11ac, и небольшую часть рынка занимают IEEE 802.11ax и IEEE 802.11be (Wi-fi 5, 6 и 7, соответственно).
Проект стандарта IEEE 802.11g был утверждён в октябре 2002 года. Этот стандарт предусматривает использование диапазона частот 2,4 ГГц, обеспечивая скорость соединения до 54 Мбит/с и превосходя, таким образом, стандарт IEEE 802.11b, который обеспечивает скорость соединения до 11 Мбит/с. Кроме того, он гарантирует обратную совместимость со стандартом 802.11b. Обратная совместимость стандарта IEEE 802.11g может быть реализована в режиме модуляции DSSS, и тогда скорость соединения будет ограничена одиннадцатью мегабитами в секунду либо в режиме модуляции OFDM, при котором скорость может достигать 54 Мбит/с. Таким образом, данный стандарт является наиболее приемлемым при построении беспроводных сетей.

### Упрощение названий[1]
802.11n → Wi-Fi 4
802.11ac → Wi-Fi 5
802.11ax → Wi-Fi 6
802.11be → Wi-Fi 7
Устройства с Wi-Fi будут использовать пиктограммы для графического представления используемого сетевого соединения, например, это может быть широко используемый индикатор уровня сигнала с наложенной поверх него цифрой. Иконка будет меняться при переключении устройства между различными Wi-Fi сетями.

## Список стандартов
При описании стандарта в скобках указан год его принятия. Скорость указана грубо.
- 802.11 — изначальный 1 Мбит/с и 2 Мбит/c, 2,4 ГГц и ИК-стандарт (1997).
- 802.11a — улучшения к 802.11 для поддержки 5,5 и 11 Мбит/с (1999).
- 802.11b — 11 Мбит/c, 2,4 ГГц стандарт (1999, выход продуктов в 2001).
- 802.11c — процедуры операций с мостами; включен в стандарт IEEE 802.1D (2001).
- 802.11d — интернациональные роуминговые расширения (2001).
- 802.11e — улучшения: QoS, пакетный режим (packet bursting) (2005).
- 802.11F — Inter-Access Point Protocol (2003).
- 802.11g — 54 Мбит/c, 2,4 ГГц стандарт (обратная совместимость с b) (2003).
- 802.11h — распределённый по спектру 802.11a (5 GHz) для совместимости в Европе (2004).
- 802.11i — улучшенная безопасность (2004).
- 802.11j — расширения для Японии (2004).
- 802.11k — улучшения измерения радиоресурсов.
- 802.11l — зарезервирован.
- 802.11m — поправки и исправления для всей группы стандартов 802.11.
- 802.11n (Wi-Fi 4) — увеличение скорости передачи данных (600 Мбит/c). 2,4-2,5 или 5 ГГц. Обратная совместимость с 802.11a/b/g (сентябрь 2009).
- 802.11o — зарезервирован.
- 802.11p — WAVE — Wireless Access for the Vehicular Environment (беспроводной доступ для среды транспортного средства).
- 802.11q — зарезервирован, иногда его путают с 802.1Q.
- 802.11r — быстрый роуминг.
- 802.11s — ESS Wireless mesh network[англ.] (Extended Service Set — расширенный набор служб; Mesh Network — многосвязная сеть).
- 802.11T — Wireless Performance Prediction (WPP, предсказание производительности беспроводного оборудования) — методы тестов и измерений.
- 802.11u — взаимодействие с не-802 сетями (например, сотовыми).
- 802.11v — управление беспроводными сетями.
- 802.11w — Protected Management Frames (защищенные управляющие фреймы).
- 802.11x — зарезервирован и не будет использоваться. Не нужно путать со стандартом контроля доступа IEEE 802.1X.
- 802.11y — дополнительный стандарт связи, работающий на частотах 3,65-3,70 ГГц. Обеспечивает скорость до 54 Мбит/с на расстоянии до 5000 м на открытом пространстве.
- 802.11ac (Wi-Fi 5) — новый стандарт IEEE. Скорость передачи данных — до 6,77 Гбит/с для устройств, имеющих 8 антенн. Утверждён в январе 2014 года.
- 802.11ad (WiGig) — новый стандарт с дополнительным диапазоном 60 ГГц (частота не требует лицензирования). Скорость передачи данных — до 7 Гбит/с
- 802.11ax (Wi-Fi 6)[3] — новый стандарт (до 10,5 Гбит/с)
- 802.11ay — находится в разработке (до 20 Гбит/с).
- 802.11az — стандарт в разработке.
- 802.11bb[англ.] — стандарт передачи данных с использованием ламп освещения (Li-Fi), использующий околоинфракрасные волны 800-1000 нм и предлагающий скорости передачи от 10 Мбит/с до 9,6 Гбит/с. Принят в июле 2023 года.[4][5]
- 802.11be (Wi-Fi 7) — стандарт в разработке. Поддерживает диапазоны 2,4 ГГц, 5 ГГц и 6 ГГц. Скорость передачи данных — до 30 Гбит/с для устройств c 16 антеннами.

Примечания:
1. 802.11F и 802.11T являются рекомендациями, а не стандартами, поэтому используются заглавные буквы.

## Список каналов Wi-Fi
Основная статья: Список каналов WLAN

### 802.11b/g/n

Перекрывающиеся каналы 2,4 ГГц

Ниже приведены канальные параметры приемного устройства малого радиуса действия стандартов IEEE 802.11, IEEE 802.11b, IEEE 802.11g, IEEE 802.11n (Wi-Fi), работающего в полосе радиочастот 2400—2483,5 МГц, с допустимой мощностью излучения передатчика не более 100 мВт, в том числе встроенного либо входящего в состав других устройств:
| Канал | Центральная частота (ГГц) |
| ----- | ------------------------- |
| 1     | 2,412                     |
| 2     | 2,417                     |
| 3     | 2,422                     |
| 4     | 2,427                     |
| 5     | 2,432                     |
| 6     | 2,437                     |
| 7     | 2,442                     |
| 8     | 2,447                     |
| 9     | 2,452                     |
| 10    | 2,457                     |
| 11    | 2,462                     |
| 12    | 2,467                     |
| 13    | 2,472                     |
| 14    | 2,484                     |

### 802.11a/n/ac[6]
| Канал | Частота (ГГц) |
| ----- | ------------- |
| 34    | 5,170         |
| 36    | 5,180         |
| 38    | 5,190         |
| 40    | 5,201         |
| 42    | 5,210         |
| 44    | 5,220         |
| 46    | 5,230         |
| 48    | 5,240         |
| 52    | 5,260         |
| 56    | 5,280         |
| 60    | 5,300         |
| 64    | 5,320         |
| 100   | 5,500         |
| 104   | 5,520         |
| 108   | 5,540         |
| 112   | 5,560         |
| 116   | 5,580         |
| 120   | 5,600         |
| 124   | 5,620         |
| 128   | 5,640         |
| 132   | 5,660         |
| 136   | 5,680         |
| 140   | 5,700         |
| 147   | 5,735         |
| 149   | 5,745         |
| 151   | 5,755         |
| 153   | 5,765         |
| 155   | 5,775         |
| 157   | 5,785         |
| 159   | 5,795         |
| 161   | 5,805         |
| 163   | 5,815         |
| 165   | 5,825         |
| 167   | 5,835         |
| 171   | 5,855         |
| 173   | 5,865         |
| 177   | 5,885         |
| 180   | 5,905         |

### 802.11y
| Канал | Частота (МГц) | США   | США    | США    |
| Канал | Частота (МГц) | 5 МГц | 10 МГц | 20 МГц |
| ----- | ------------- | ----- | ------ | ------ |
| 131   | 3657,5        | Да    | Нет    | Нет    |
| 132   | 3662,5        | Да    | Нет    | Нет    |
| 132   | 3660,0        | Нет   | Да     | Нет    |
| 133   | 3667,5        | Да    | Нет    | Нет    |
| 133   | 3565,0        | Нет   | Нет    | Да     |
| 134   | 3672,5        | Да    | Нет    | Нет    |
| 134   | 3670,0        | Нет   | Да     | Нет    |
| 135   | 3677,5        | Да    | Нет    | Нет    |
| 136   | 3682,5        | Да    | Нет    | Нет    |
| 136   | 3680,0        | Нет   | Да     | Нет    |
| 137   | 3687,5        | Да    | Нет    | Нет    |
| 137   | 3685,0        | Нет   | Нет    | Да     |
| 138   | 3689,5        | Да    | Нет    | Нет    |
| 138   | 3690,0        | Нет   | Да     | Нет    |

## Комментарии
1. ↑  5 МГц между центральными частотами соседних каналов, исключая 14-й.
2. ↑  Каждый канал занимает полосу частот 22 МГц, поэтому в этом диапазоне невозможна одновременная работа более чем 3-х каналов без взаимного перекрытия.
3. 1 2 3 4  Для Израиля: разрешено использовать только в помещениях.  Архивная копия от 5 июня 2013 на Wayback Machine
4. 1 2  Использование в США ограничено маломощными устройствами и антеннами с малым коэффициентом усиления. На практике частоты каналов 12 и 13 не используется  Архивная копия от 21 июля 2011 на Wayback Machine ввиду возможного перекрытия частоты 14 канала, использование которого запрещено.§ 15.205 Restricted bands of operation Архивная копия от 4 марта 2014 на Wayback Machine
Устройства, предназначенные для глобального рынка сбыта, могут не поддерживать эти каналы (например: Nokia Lumia 620). Для решения этой проблемы может быть достаточно выбрать регион в настройках устройства.
5. ↑  Разрешена только в Японии в режимах DSSS и CCK[англ.]